# Bolivarisme
 Der er for få eller ingen kildehenvisninger i denne artikel, hvilket er et problem. Du kan hjælpe ved at angive troværdige kilder til de påstande, som fremføres i artiklen.

Bolivarisme er en politisk ideologi, som er opkaldt efter Simón Bolívar, den venezuelanske frihedskæmper fra det 19. århundrede, som kæmpede for og fik oprettet uafhængige lande i meget af Sydamerika. 

## Bolivarisme i dag
Bolivarisme er blevet populær i mange latinamerikanske lande, især Venezuela, hvor den har haft sin mest betydningsfulde politiske manifestation i regeringen i Venezuela under præsident Hugo Chávez. Siden begyndelsen af sin regeringsperiode har han kaldt sig selv en bolivarisk patriot og taget flere af Bolívars holdninger til sig.
Lande som Bolivia, og Ecuador følger også den bolivarianske ideologi ligesom at bl.a. den venstreorienterede guerillabevægelse FARC i Colombia definerer sig selv som bolivarisk. 
Internationalt støttes bolivarisme af diverse solidaritetsorganisationer, især i de Bolivariske cirkler og i den internationale kampagne Hands Off Venezuela.